# Ирландский рок
Рок-музыка становится частью музыкальной культуры Ирландии в 1960-х годах, когда Британское вторжение принесло в страну британский блюз, психоделический рок и другие направления рок-музыки. В 1960-х и первой половине 1970-х годов для ирландского рока был характерен свой уникальный формат Showband — группы профессиональных исполнителей играли в танцевальных залах и клубах по всей стране, исполняя американские и британские рок-хиты того времени. С середины 1970-х годов рок-музыка Ирландии по стилистике становится чрезвычайно схожей с рок-музыкой Великобритании.

## 1960-е
В 1960-х годах в Ирландии участие в Showband для музыкантов зачастую было единственным способом заработать на жизнь. Такие музыканты как Ван Моррисон, Генри Маккалоу и Рори Галлахер начинали свои карьеры с Showband. Например, Ван Моррисон начал свою карьеру в группе Them, после чего сделал успешную сольную карьеру. Рори Галлахер создал блюз-рок трио Taste, после чего также сделал сольную карьеру, которая продолжалась до его смерти в 1995 году. В рок-группе Eire Apparent из Белфаста, созданной в 1967 году, начались карьеры Генри Маккалоу и Эрни Грэхема.

## 1970-е
Это десятилетие ознаменовалось развитием ирландской рок-музыки. Среди ирландских рок-групп, получивших международную известность, была Thin Lizzy, созданная в Дублине певцом и бас-гитаристом Филом Лайноттом, барабанщиком Брайаном Дауни и гитаристом Эриком Бэллом в 1969 году. Другая ирландская группа, Horslips, создала новый жанр — Келтик-рок. Вопреки бытовавшему тогда мнению, что ирландские рок-группы могут рассчитывать на успех лишь за границей, Horslips пользовалась большой популярностью в Ирландии. В 1976 году в Дублине возникла рок-группа U2, впоследствии получившая всемирную известность. Среди самых успешных ирландских исполнителей 1970-х выделяется Гилберт О’Салливан, два сингла которого попадали под номером 1 в списки хитов Великобритании (" Clair " и " Get Down ") и один — в США («Alone Again (Naturally)»).
В середине 1970-х, в ходе возрождения традиционной ирландской музыки, появились такие фолк-рок группы, как Planxty и Moving Hearts, а также такие авторы-исполнители, как Кристи Мур и Пол Брэди.
В конце 1970-х набирал силу также ирландский панк-рок, известность приобрели такие группы как североирландские Stiff Little Fingers и The Undertones, а также дублинские группы The Radiators from Space, The Boomtown Rats, Berlin, The Blades, The Vipers и авангардистская группа The Virgin Prunes.

## 1980-е
В 1980-е годы набирала популярность группа U2, ставшая, по оценке журнала Rolling Stone, «величайшей рок-группой в мире». Участники группы U2 Боно (Пол Хьюсон), Эдж (Дэвид Эванс), Адам Клейтон и Ларри Маллен-младший привлекли внимание мирового сообщества к своему уникальному жанру. В течение первых четырёх лет существования группы запись их выступлений осуществляла компания Island Records. Их пятый студийный альбом, The Joshua Tree, был спродюсирован Даниэлем Лануа и Брайаном Ино, и выпущен 9 марта 1987 года на лейбле Island Records. В отличие от экспериментального эмбиентого звучания своей предыдущей работы, на этой записи U2 стремились к более бескомпромиссному рок-саунду в пределах традиционной структуры песен. Кроме того, музыкальный стиль альбома претерпел влияние американской и ирландской народной музыки. В настоящее время, после 30 лет выступлений, U2 продолжает пользоваться огромной популярностью и коммерческим успехом. Группа, особенно её фронтмен Боно, также хорошо известна своей социальной позицией и участием в различных международных мероприятиях.
В 1980-х годов также приобрела известность рок-группа Clannad из графства Донегол, которая выступает на гэльском (ирландском) и английском языках. Её стиль можно охарактеризовать как синтез кельтского фолка, рока, нью-эйдж и джаза.
После расформирования группы The Undertones в 1983 году, её ведущий вокалист Фиргел Шарки сделал сольную карьеру, в то время как другие участники группы в 1985 году в Лондоне создали новую группу That Petrol Emotion с участием американского вокалиста Стива Мэка.
В 1986 году в Туаме, графство Голуэй была создана группа The Saw Doctors, к которой крупный успех пришёл в 1990-х годах. В 1980-х годах в Эннискиллене (Северная Ирландия) возникла также группа The Divine Comedy, выступавшая в стиле барокко-рок.
Во второй половине 1980-х годов большую популярность приобрела фолк-панк-группа The Pogues, образованная в 1982 году в Лондоне Шейном Макгоуэном. По оценке Allmusic, The Pogues продемонстрировали, что «дух панк-рока может жить и в ирландской народной музыке»; они использовали в своих аранжировках вистл, банджо, аккордеон, мандолину — инструменты, ассоциирующиеся с традиционным кельтским фольклором, и стали «одной из самых радикальных групп середины 80-х годов».
Среди других известных ирландских рок-музыкантов 1980-х годов — певица О’Коннор, Шинейд и хэви-метал-группа Mama’s Boys. Бывший гитарист Thin Lizzy Гэри Мур в 1980-х сделал сольную карьеру, но вернулся к блюз-року в 1990-х. Среди ирландских рок-групп, пользовавшихся известностью за пределами Ирландии, была созданная в 1984 году группа Cactus World News, успешно гастролировавшая в США, Великобритании, Германии.
3-е место по продажам записей среди ирландских групп занимала рок-группа Aslan, созданная в Северном Дублине.
С 1981 года регулярно стал проводиться концерт рок-музыки — Slane Concert — в замке Слейн, графстве Мит.

## 1990-е
В конце 1980-х — начале 1990-х дублинская рок-группа My Bloody Valentine создала новый стиль рока — шугейзинг. В 1990-х возник ряд новых рок-групп, среди которых — The Cranberries из Лимерика, дублинские группы The Golden Horde, инди-рок-группа The Frames, Whipping Boy и The Revenants, североирландская группа Therapy?, The Corrs — фолк-рок-группа из города Дандолк, альтернативная рок-группа Ash из Даунпатрика.
В 1990—1997 годах ежегодно проходил фестиваль рок-музыки Féile Festival, который проводился на стадионе Семпл в Типперери, в Корке и Point Theatre в Дублине.
В 1999 году был осуществлён реюнион The Undertones без фронтмена группы Фергала Шарки; его заменил Пол Маклун.

## 2000-е
В 2000-е годы международное признание получили такие ирландские рок-группы как Snow Patrol, The Thrills и The Script, а также такие исполнители как Дэмьен Райс, Пэдди Кейси, Дьюк Спешиал, Дэмьен Демпси, Найэл Бресслин, Деклан О’Рурк, Крис Синглтон, Кэти Дэви, Джемма Хейс, Дэвид Китт, Манди и Симпл Кид.
В 2000-е сформировались такие группы как The Coronas, The Blizzards, Royseven, Two Door Cinema Club, Hamsandwich, The Answer, Codes, The Chakras, Fred, Hybrasil, Heathers и Adebisi Shank.
В 2000-х годах был организован ряд рок-фестивалей, многие из которых проходят и в настоящее время, в частности фестивали Oxegen, Electric Picnic, Indiependence и Belsonic.

## 2010-е
В конце 2000-х — начале 2010-х годов приобретает популярность ряд ранее малоизвестных групп как из северной, так и из южной Ирландии, в частности Axis Of, Time Is A Thief, Jody Has A Hitlist, Keywest, Dead 'Til Friday, Dead Label , Pugwash , Death of a Salesman, Seventh Sinner, Chewing on Tinfoil, Kasper Rosa & Stillpoint. В последнее время на сцену выходят такие группы как Risky Business O Emperor и The Hertz Complex, Walking on cars.